# 尼崎東出口
尼崎東出口（あまがさきひがしでぐち）は、兵庫県尼崎市（高速道路との分岐部分は大阪府大阪市西淀川区）の阪神高速道路3号神戸線の出口。大阪方面からの出口のみのハーフICである。入口設置の計画があったが、西淀川公害訴訟の原告団との交渉が合意に至らず、2002年度限りで計画は廃止された。

## 道路
- 阪神高速3号神戸線(3-06)

## 接続する道路
- 国道43号（第二阪神国道）

## 周辺
- アマドゥ:路外パーキングエリアとして指定されており、ETCを利用して退出し、利用後二時間以内に尼崎西出入口より神戸方面に進入した場合は一続きの利用として扱われる[2]。

## 隣
阪神高速3号神戸線
(3-05)大和田出入口 - (3-06)尼崎東出口 - 尼崎PA（上り線のみ） - (3-07)尼崎西出入口